# Championnat d'Italie de rugby à XV 1957-1958
Navigation
Serie A 1956-1957 Serie A 1958-1959
Le Championnat d'Italie de rugby à XV 1957-1958 oppose les vingt-neuf meilleures équipes italiennes de rugby à XV. Le championnat débute en 1957 et se termine en 1958. Comme l'année précédente, la compétition a été jouée en 2 phases : une phase préliminaire qui se déroule sous la forme d'un championnat en matchs aller-retour où les 2e premiers de chaque poule sont qualifiés pour le tour suivant et un play-off où le 1er de chaque groupe se qualifie pour une finale en match aller-retour.
Fiamme Oro remporte son 1er championnat national en battant le Rugby Milano en finale. En raison de la réduction à 24 équipes pour le tournoi suivant, 4 clubs éliminés en phase préliminaire et les 4 premiers de la Série B disputent un barrage.

## Équipes participantes
Les vingt-neuf équipes sont réparties de la manière suivante :
| Groupe A - Rugby Alessandria - Amatori Milan - CUS Genova - CUS Torino - Rugby Milano - Rugby Parabiago - Giudici Rho | Groupe B - Diavoli Milano - Fiamme Oro - Petrarca - Faema Trévise - Trieste - Udine - Pelv Venezia Rugby | Groupe C - Bologne - Brescia - CUS Firenze - CUS Parma - CIF Petroli Monza - Parme - Rugby Rovigo | Groupe D - L'Aquila - CUS Roma - X Comiliter Napoli - CSI Frascati - SS Lazio - Partenope - AS Roma - Rugby Rome |

## Résultats

### Phase de groupe

#### Groupe A
| Rang | Club                | J  | V  | N | D  | Pm  | Pe  | Diff | Pts |
| ---- | ------------------- | -- | -- | - | -- | --- | --- | ---- | --- |
| 1    | Amatori Rugby Milan | 12 | 11 | 1 | 0  | 171 | 42  | +129 | 22  |
| 2    | Rugby Milano        | 12 | 8  | 0 | 4  | 102 | 51  | +51  | 16  |
| 3    | CUS Torino          | 12 | 6  | 1 | 5  | 90  | 78  | +12  | 13  |
| 4    | Genova              | 12 | 5  | 0 | 7  | 56  | 87  | -31  | 10  |
| 5    | Parabiago           | 12 | 5  | 0 | 7  | 43  | 97  | -54  | 10  |
| 6    | Giudici Rho         | 12 | 3  | 3 | 6  | 24  | 40  | -16  | 9   |
| 7    | Alessandria         | 12 | 2  | 0 | 10 | 48  | 139 | -91  | 4   |

|  | Qualifiés (no 1, no 2) |
|  | Barrage (no 6)         |
|  | Relégué (no 7)         |

Attribution des points :  victoire : 2, match nul : 1, défaite : 0.

#### Groupe B
| Rang | Club              | J  | V  | N | D  | Pm  | Pe  | Diff | Pts |
| ---- | ----------------- | -- | -- | - | -- | --- | --- | ---- | --- |
| 1    | Petrarca Padoue   | 12 | 12 | 0 | 0  | 208 | 26  | +182 | 24  |
| 2    | Fiamme Oro Padova | 12 | 9  | 1 | 2  | 239 | 49  | +190 | 19  |
| 3    | Venezia           | 12 | 7  | 2 | 3  | 78  | 84  | -6   | 16  |
| 4    | Faema Trévise     | 12 | 4  | 1 | 7  | 72  | 80  | -8   | 9   |
| 5    | Diavoli Milano    | 12 | 2  | 2 | 8  | 61  | 120 | -59  | 6   |
| 6    | Udine             | 12 | 2  | 2 | 8  | 41  | 159 | -118 | 6   |
| 7    | Trieste           | 12 | 2  | 0 | 10 | 63  | 212 | -149 | 4   |

|  | Qualifiés (no 1, no 2) |
|  | Barrage (no 6)         |
|  | Relégué (no 7)         |

Attribution des points :  victoire : 2, match nul : 1, défaite : 0.

#### Groupe C
| Rang | Club            | J  | V  | N | D | Pm  | Pe  | Diff | Pts |
| ---- | --------------- | -- | -- | - | - | --- | --- | ---- | --- |
| 1    | Rugby Rovigo    | 12 | 10 | 0 | 2 | 109 | 50  | +59  | 20  |
| 2    | Rugby Parma (T) | 12 | 9  | 1 | 2 | 201 | 44  | +157 | 19  |
| 3    | Parma           | 12 | 5  | 2 | 5 | 54  | 87  | -33  | 12  |
| 4    | Rugby Brescia   | 12 | 4  | 2 | 6 | 61  | 76  | -15  | 10  |
| 5    | Monza           | 12 | 4  | 2 | 6 | 60  | 101 | -41  | 10  |
| 6    | Rugby Bologne   | 12 | 2  | 3 | 7 | 32  | 79  | -47  | 7   |
| 7    | Firenze         | 12 | 1  | 4 | 7 | 45  | 123 | -78  | 6   |

|  | Qualifiés (no 1, no 2)   |
|  | Barrage (no 6)           |
|  | Relégué (no 7)           |
|  | T : tenant du titre 1957 |

Attribution des points :  victoire : 2, match nul : 1, défaite : 0.

#### Groupe D
| Rang | Club           | J  | V | N | D  | Pm  | Pe  | Diff | Pts |
| ---- | -------------- | -- | - | - | -- | --- | --- | ---- | --- |
| 1    | X Comiliter    | 14 | 8 | 2 | 4  | 113 | 58  | +55  | 18  |
| 2    | L'Aquila Rugby | 14 | 7 | 3 | 4  | 99  | 42  | +57  | 17  |
| 3    | Partenope      | 14 | 8 | 1 | 5  | 96  | 56  | +40  | 17  |
| 4    | AS Roma        | 14 | 7 | 1 | 6  | 117 | 90  | +27  | 15  |
| 5    | Roma           | 14 | 7 | 1 | 6  | 71  | 66  | +5   | 15  |
| 6    | SS Lazio       | 14 | 7 | 1 | 6  | 71  | 66  | +5   | 15  |
| 7    | Frascati       | 14 | 5 | 3 | 6  | 120 | 86  | +34  | 13  |
| 8    | Rugby Rome     | 14 | 1 | 0 | 13 | 43  | 255 | -212 | 2   |

|  | Qualifiés (no 1, no 2) |
|  | Barrage (no 6)         |
|  | Relégués (no 7, no 8)  |

Attribution des points :  victoire : 2, match nul : 1, défaite : 0.

### Tour final

#### Groupe A
| Rang | Club                | J | V | N | D | Pm | Pe | Diff | Pts |
| ---- | ------------------- | - | - | - | - | -- | -- | ---- | --- |
| 1    | Fiamme Oro Padova   | 6 | 5 | 0 | 1 | 62 | 29 | +33  | 10  |
| 2    | L'Aquila Rugby      | 6 | 3 | 1 | 2 | 38 | 31 | +7   | 7   |
| 3    | Rugby Rovigo        | 6 | 3 | 0 | 3 | 49 | 46 | +3   | 6   |
| 4    | Amatori Rugby Milan | 6 | 0 | 1 | 5 | 9  | 52 | -43  | 1   |

|  | Qualifié (no 1) |

Attribution des points :  victoire : 2, match nul : 1, défaite : 0.

#### Groupe B
| Rang | Club            | J | V | N | D | Pm | Pe | Diff | Pts |
| ---- | --------------- | - | - | - | - | -- | -- | ---- | --- |
| 1    | Rugby Milano    | 7 | 4 | 1 | 2 | 50 | 37 | +13  | 9   |
| 2    | Petrarca Padoue | 6 | 3 | 1 | 2 | 49 | 29 | +20  | 7   |
| 3    | X Comiliter     | 6 | 2 | 1 | 3 | 40 | 65 | -25  | 5   |
| 4    | Petrarca Padoue | 6 | 1 | 1 | 4 | 44 | 52 | -8   | 3   |

|  | Qualifié (no 1) |

Attribution des points :  victoire : 2, match nul : 1, défaite : 0.

### Finale
| 11 mai 1958 | Rugby Milano | 3 – 6 | Fiamme Oro | Milan |
| 11 mai 1958 |              |       |            | Milan |
| 11 mai 1958 |              |       |            | Milan |

| 18 mai 1958 | Fiamme Oro | 18 – 8 | Rugby Milano | Stadio Tre Pini, Padoue |
| 18 mai 1958 |            |        |              | Stadio Tre Pini, Padoue |
| 18 mai 1958 |            |        |              | Stadio Tre Pini, Padoue |

### Barrages pour la relégation
| 1958 | Rugby Rho | 9 – 6 | Amatori Rugby Novara |  |
| 1958 |           |       |                      |  |
| 1958 |           |       |                      |  |

| 1958 | Amatori Rugby Novara | 0 - 6 | Rugby Rho |  |
| 1958 |                      |       |           |  |
| 1958 |                      |       |           |  |

| 1958 | Udine | 0 - 8 | Livorno Rugby SSD |  |
| 1958 |       |       |                   |  |
| 1958 |       |       |                   |  |

| 1958 | Livorno Rugby SSD | 6 - 0 | Udine |  |
| 1958 |                   |       |       |  |
| 1958 |                   |       |       |  |

| 1958 | Fiamme Oro Mestre | 8 - 3 | Bologne |  |
| 1958 |                   |       |         |  |
| 1958 |                   |       |         |  |

| 1958 | Bologne | 0 - 3 | Fiamme Oro Mestre |  |
| 1958 |         |       |                   |  |
| 1958 |         |       |                   |  |

| 1958 | SS Lazio | 28 - 0 | CUS Catania |  |
| 1958 |          |        |             |  |
| 1958 |          |        |             |  |

| 1958 | CUS Catania | 0 - 6 | SS Lazio |  |
| 1958 |             |       |          |  |
| 1958 |             |       |          |  |

Le CUS Catania est forfait pour le match retour.

## Vainqueur
| Entraîneur |                        | |
| Avants     | Pilier                 | Antonioli, Battistin, Bonometti, Bucceri, Buccino, Catarinicchia, Del Prete, Giani, Giordano, Palma, Pavone, Ruggieri, Santoro |
| Avants     | Talonneur              | Barozzi, Vanni |
| Avants     | Deuxième ligne         | Bruziches, Dagnolo |
| Avants     | Troisième ligne aile   | Ferraretto, Re. Luise II |
| Avants     | Troisième ligne centre | |
| Arrières   | Demi de mêlée          | |
| Arrières   | Demi d'ouverture       | |
| Arrières   | Centre                 | Annichiarico, Biadene, G. Dondi, R. Martini I, Ricci                                                                           |
| Arrières   | Ailier                 | Maccagnan, R. Rossi |
| Arrières   | Arrière                | Bellinazzo, O. Bettarello, Levorato                                                                                            |